# Джустини, Филиппо
Филиппо Джустини (итал. Filippo Giustini; 8 мая 1852, Чинето-Романо, Папская область — 18 марта 1920, Рим, королевство Италия) — итальянский куриальный кардинал. Секретарь Священной Конгрегации по делам епископов и монашествующих с 28 апреля 1902 по 24 октября 1908. Секретарь Священной Конгрегации дисциплины таинств с 24 октября 1908 по 14 октября 1914. Префект Священной Конгрегации дисциплины таинств с 14 октября 1914 по 18 марта 1920. Кардинал-священник с 25 мая 1914, с титулом церкви Сант-Анджело-ин-Пескерия с 28 мая 1914.